# Gonomyia prolixistylus
Gonomyia prolixistylus är en tvåvingeart som beskrevs av Alexander 1930. Gonomyia prolixistylus ingår i släktet Gonomyia och familjen småharkrankar. Inga underarter finns listade i Catalogue of Life.